# Aprilväder

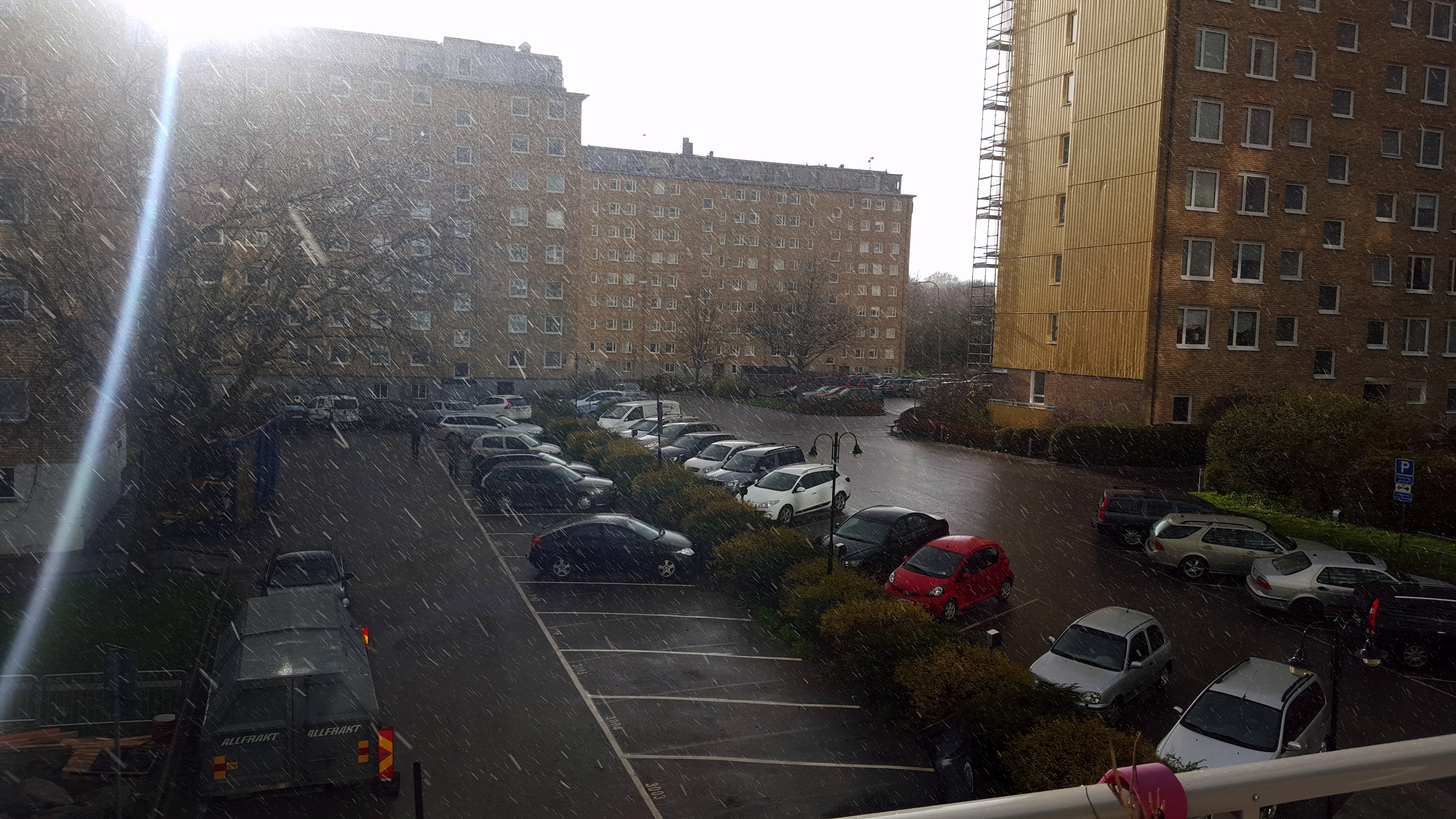
Aprilväder i Högsbo 2016.

Aprilväder är ett omväxlande väder, där det kan vara solsken och sommartemperaturer ena stunden, och snö, regn, hagel och kyla nästa. Denna typ av osäkert väder förknippas med månaden april i delar av norra halvklotet, den månad då temperaturerna ofta ökar snabbast. Solen värmer upp marken, den uppvärmda luften stiger och bildar stackmoln. I luften är det fortfarande kallt och övre delen av stackmolnen blir isiga och blir bymoln, som ger ifrån sig regn, snö eller snöhagel/trindsnö, som är mjukare än vanligt hagel, men hårdare än snöflingor.
I Tyskland talas det om goda förutsättningar för aprilväder är när ett högtryck ligger över nordvästra Europa samtidigt som ett lågtryck ligger över Skandinavien. Där har det under 2000-talet blivit vanligare med försommarväder i april.
Aprilväder kan leda till problem då folk har svårt att veta hur de bäst bör klä sig. Dessutom kan det orsaka svårigheter i trafiken om det kommer snöfall och halka efter att bilister bytt till sommardäck.

## I populärkulturen
Aprilväder är också titeln på en roman av Viveca Lärn.